# Ил (син на Трос)
Вижте пояснителната страница за други значения на Ил.
Ил (на старогръцки: Ἶλος; на латински: Ilus, Ilium) в гръцката митология е цар и основателят на Троя. Той е син на Трос и нимфата Калироя и правнук на Дардан. Той има двама братя Асарак и Ганимед. От Ил идва и другото име на Троя – Илион.
Той е женен за Евридика, дъщеря на Адраст от Троя, и имат син Лаомедонт и дъщери Темист (омъжва се за Капис, дядото на Еней) и Телеклея (омъжва се за Кисей, цар в Западна Тракия).